# دیو فیلونی
دیو فیلونی (انگلیسی: Dave Filoni؛ زادهٔ ۷ ژوئن ۱۹۷۴) یک کارگردان، پویانما، و فیلم‌نامه‌نویس اهل ایالات متحده آمریکا است.